# Миљан Ракић
Миљан Ракић (Нови Сад, 14. мај 1986) српски је кошаркаш. Игра на позицији бека.

## Каријера
Ракић је сениорску каријеру почео у екипи Хемофарма са којом је освојио Јадранску лигу 2005. године. Касније је променио доста клубова, а највише успеха је имао са мађарским Солноком са којим је освојио по два пута национално првенство и куп.
Као члан репрезентације СЦГ до 20 година, освојио је златну медаљу на Европском првенству 2006. и бронзану медаљу године дана раније.

## Успеси

### Клупски
- Хемофарм:
  - Јадранска лига (1) : 2004/05.
- Босна:
  - Куп Босне и Херцеговине (2) : 2009.
- Солнок Олај:
  - Првенство Мађарске (2) : 2013/14, 2014/15.
  - Куп Мађарске (2) : 2014, 2015.

### Репрезентативни
- Европско првенство до 20 година:  2005,  2006.